# Lucian Pulvermacher
Lucian Pulvermacher, né le 20 avril 1918 dans le Comté de Wood et mort le 30 novembre 2009 à Springdale, est un prêtre catholique traditionaliste schismatique, ainsi qu'un antipape des temps modernes. Il est à la tête de la True Catholic Church, un petit conclave l'ayant élu pape Pie XIII dans le Montana en octobre 1998,,.

## Biographie
Lucian Pulvermacher naît à Rock, dans le Wisconsin, non loin de Marshfield, le 20 avril 1918, au sein d'une famille nombreuse, ouvriers agricoles[réf. nécessaire].

### Moine capucin
En 1942, à l'âge de 24 ans, il rejoint les Frères mineurs capucins, prenant le nom religieux Lucian. Il est ensuite ordonné prêtre le 5 juin 1946. Il fut affecté à une paroisse de Milwaukee, or, en 1948, il est envoyé au sein de l'Archipel Nansei, au Japon. En 1970, il est transféré au Queensland, en Australie, où il poursuivit son œuvre missionnaire jusqu'à sa désillusion lorsqu'il eut pris connaissance des changements ayant suivi le Deuxième concile œcuménique du Vatican de 1962 à 1965.

### Ministère traditionaliste
En janvier 1976, il quitte l'Ordre des capucins et retourne aux États-Unis afin d'unir ses forces avec le prêtre traditionaliste Conrad Altenbach à Milwaukee. Il se souvint ultérieurement qu'il était "sans le sou", "sans domicile fixe, sans rien. Les seules choses que j'avais emporté avec moi  ne pouvaient être transportées que dans deux sacs." Il abandonna ce qu'il appela "le Novus Ordo, fausse Église du Concile Vatican II." et commença à collaborer avec la Fraternité sacerdotale Saint-Pie-X, qui rejetait le Vatican II, jusqu'à s'en éloigner lui-même et adopta une philosophie davantage sédévacantiste. Il rédigea plus tard qu'il passa huit mois "avec les traditionalistes de la messe latine générale jusqu'à ce qu'il remarqua qu'il n'y avait aucune unité. Je suis donc seul au travail ici aux États-Unis depuis août 1976,,." 
À partir de 1976, Pulvermacher vit à Pittsville avec ses parents où il célèbre la Messe dans le rite traditionnel au sein de chapelles privées, jusqu'en 1992, où il déménage son ministère à Antigo. En 1995, il adopte une philosophie conclaviste. En 1998, il se rend à Kalispell, invité à y dire la Messe au sein d'une chapelle.
En octobre 1998, un groupe de laïcs catholiques sédévacantistes se réunit à Kalispell, constituant un conclave en vue de l'élection papale. Ils élisent Pulvermacher et ce dernier adopte le titre "Pape Pie XIII",. Du Montana, il fait certaines déclarations, nomme des conseillers comme cardinaux et réalise quelques ordinations. Après 2005, il ne fiat plus aucune déclaration publique en raison de sa santé qui commence à décliner.
Pulvermacher meurt le 30 novembre 2009,.